# Берчвуд Вилиџ (Минесота)
Берчвуд Вилиџ (енгл. Birchwood Village) град је у америчкој савезној држави Минесота.

## Демографија
По попису из 2010. године број становника је 870, што је 98 (-10,1%) становника мање него 2000. године.
| Група             | 2000.       | 2010.       |
| Белци             | 948 (97,9%) | 841 (96,7%) |
| Афроамериканци    | 4 (0,4%)    | 5 (0,6%)    |
| Азијати           | 6 (0,6%)    | 6 (0,7%)    |
| Хиспаноамериканци | 5 (0,5%)    | 13 (1,5%)   |
| Укупно            | 968         | 870         |